# Закон о компаниях (Сингапур)
Закон о компаниях 1967 года (англ. Companies Act 1967, Act 42 of 1967) — закон, регулирующий деятельность компаний в Сингапуре. Закон состоит из 12 глав.

## История
Первое чтение законопроекта состоялось 5 декабря 1966 года. 21 декабря того же года состоялось второе чтение законопроекта и он был передан в Специальный комитет Парламента Сингапура. 7 декабря 1967 года Комитет вынес своё решение, а 21 декабря того же года прошло третье чтение законопроекта. 29 декабря 1967 года закон вступил в силу. Закон пересматривался пять раз, последний раз — в 2014 году.

## Основные моменты закона

### Создание компании
Создать компанию в Сингапуре вправе любое лицо, самостоятельно или совместно с другими лицами, путём составления и подписания им (ими) учредительного договора. Для регистрации компании необходимо подать устав и учредительный договор учреждаемой компании в регистрационное бюро и оплатить пошлину в установленном размере. Минимальное количество участников в сингапурской компании — один. Учредитель может являться физическим или юридическим лицом; также он может быть нерезидентом Сингапура.

### Типы компаний
В соответствии с Законом о компаниях допускается регистрация компаний следующих видов:
- компания с ответственностью участников в пределах принадлежащих им акций (англ. company limited by shares);
- компания с ответственностью участников в гарантированных ими пределах (англ. company limited by guarantee);
- компания с неограниченной ответственностью (англ. unlimited company).

### Наименование компаний
В соответствии со статьёй 27 Закона о компаниях названия компании с ограниченной ответственностью (англ. limited) должны включать слова Limited (Ltd.) или Berhad (Bhd.); в случае, если компания является частной, то перед Limited или Berhad необходимо вставить слова Private (Pte.) или Sendirian (Sdn.) соответственно.
Наименование компании должно соответствовать следующим правилам:
- наименование компании не должно быть идентично или схоже с наименованием другой коммерческой организации;
- наименование компании не должно нарушать права по зарегистрированным торговым маркам или патентам;
- наименование компании не должно быть в какой-либо степени грубым или оскорбительным.

Наименования компаний, содержащих слова «банк», «финансовая компания», «страхование», «школа», «университет», «турагентство», «СМИ» и т. д. перед использованием подлежат предварительному утверждению регулирующим органом, а также им необходимо пройти процедуру лицензирования.

### Отчётность компаний
Согласно Закону о компаниях, компания должна ежегодно предоставлять аудированную финансовую отчётность.